# Monts Hidaka

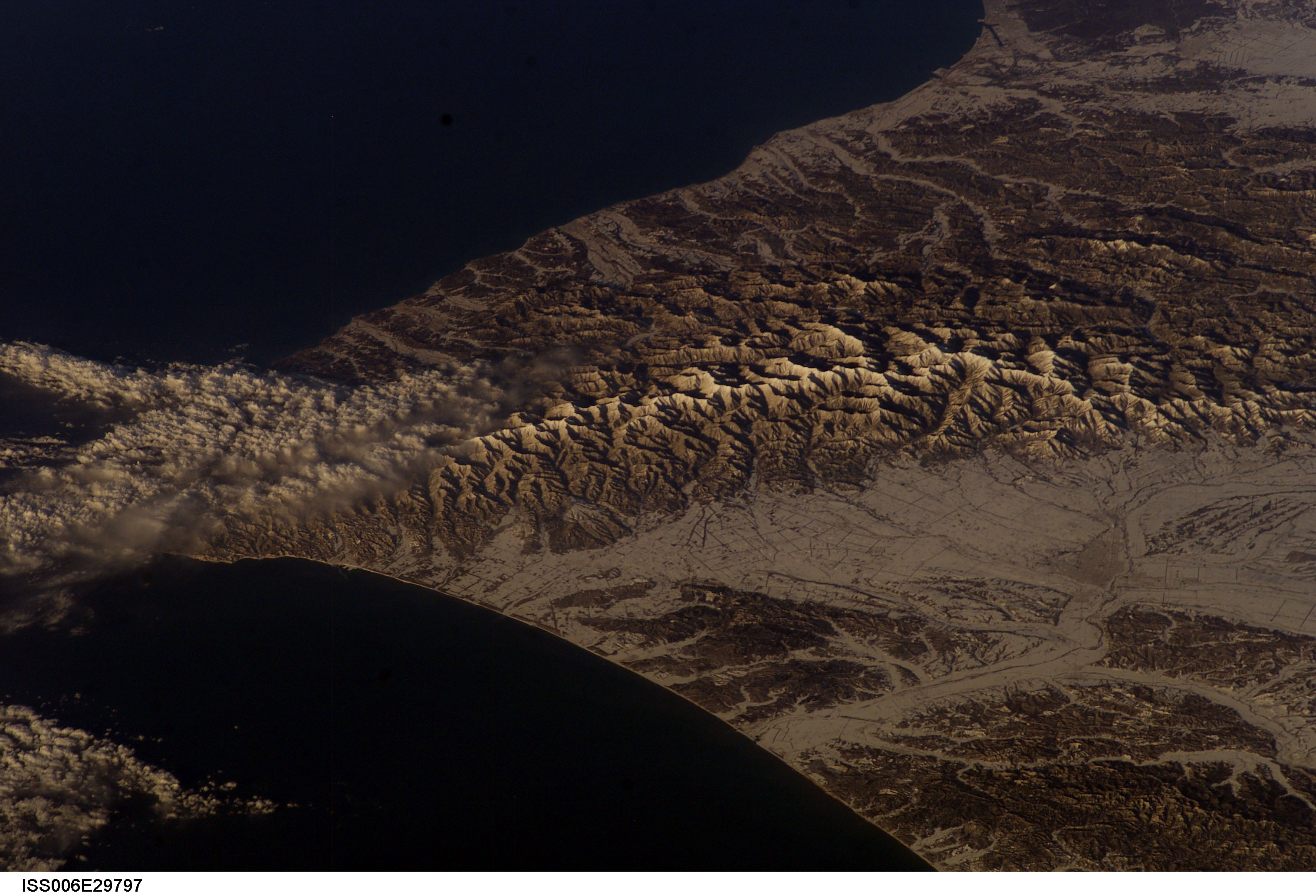
Vue des monts Hidaka depuis la navette spatiale.

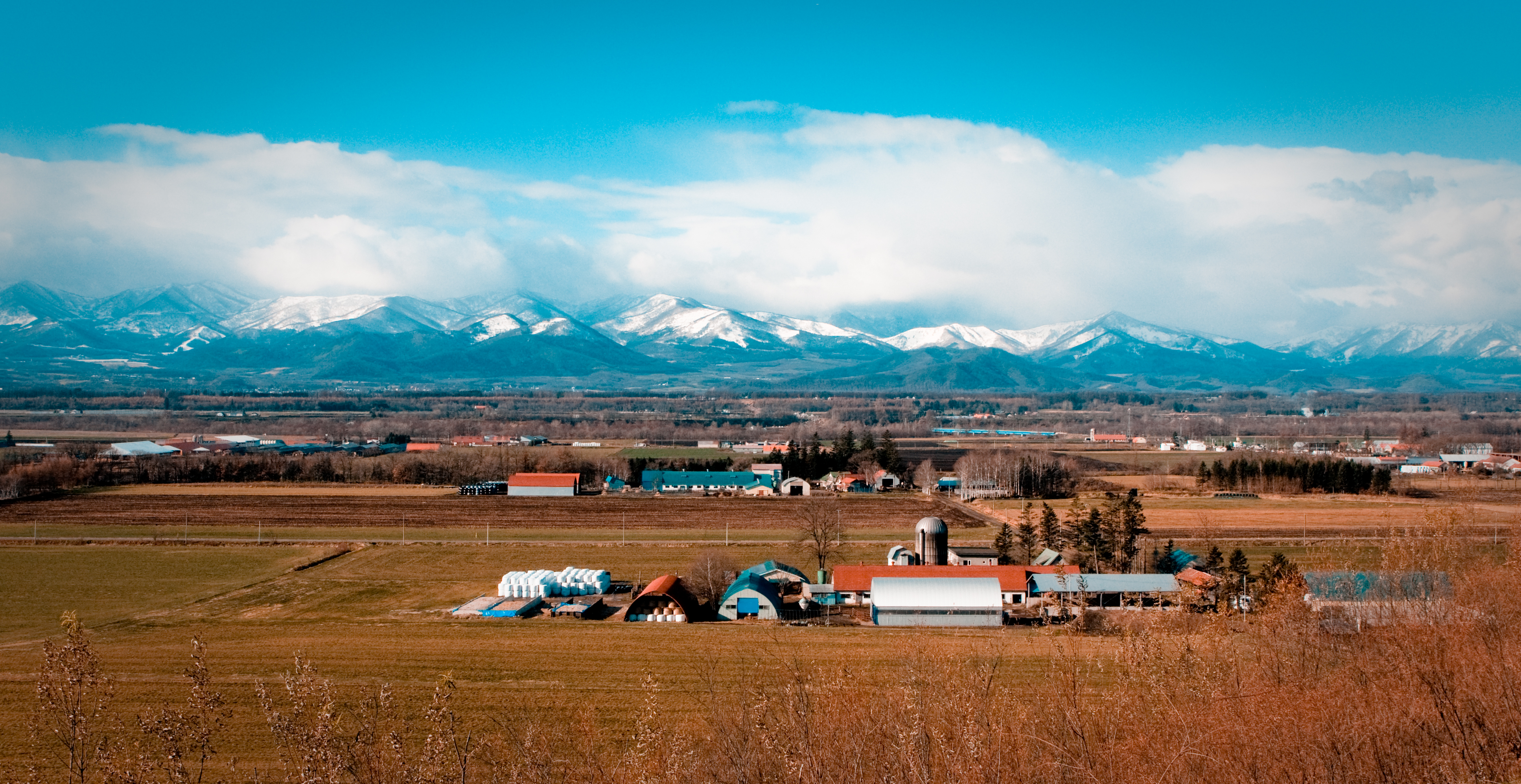
Vue des monts Hidaka depuis le parc Shimizu.

Les monts Hidaka (日高山脈, Hidaka-sanmyaku) sont une chaîne de montagnes dans le  Sud-Est de Hokkaidō au Japon. Elle s'étend sur 150 km du mont Sahoro ou col de Karikachi au centre sud de Hokkaidō et se prolongent vers la mer au cap Erimo. Les monts Hideka sont composés de montagnes faillées qui s'étagent de 1 500 à 2 000 m d'altitude. Le mont Poroshiri est le plus haut à 2 052 m. Les monts Hidaka séparent les sous-préfectures de Hidaka et Tokachi. Pour l'essentiel, cette chaîne de montagnes fait partie du parc quasi national Hidaka-sanmyaku Erimo (日高山脈襟裳国定公園, Hidaka-sanmyaku Erimo Kokutei-kōen). En raison de leur situation septentrionale, l'étage alpin se trouve à une altitude relativement basse sur les monts Hidaka.

## Géographie

### Situation, topographie
Les mont Hidaka sont les seules montagnes en Hokkaidō portant des preuves de glaciation, et cela au-dessus de 1 400 m où se trouvent des moraines et plus de 20 cirques naturels, du mont Kitatottabetsu au nord au mont Toyoni au sud.

#### Liste des sommets par altitude
Les monts Hidaka présentés par ordre d'altitude :
| Nom                                                                       | Altitude |
| ------------------------------------------------------------------------- | -------- |
| Mont Poroshiri (幌尻岳, Poroshiri-dake)                                   | 2 053 m  |
| Mont Kamuiekuuchikaushi (カムイエクウチカウシ山, Kamuiekuuchikaushi-yama) | 1 979 m  |
| Mont Tottabetsu (戸蔦別岳, Tottabetsu-dake)                               | 1 959 m  |
| Mont Pipairo (ピパイロ岳, Pipairo-dake)                                   | 1 916 m  |
| Mont Kitatottabetsu (北戸蔦別岳, Kita-tottabetsu-dake)                    | 1 912 m  |
| Mont Esaoman-Tottabetsu (エサオマントッタベツ岳, Esaoman Tottabetsu-dake) | 1 902 m  |
| Mont Satsunai (札内岳, Satsunai-dake)                                     | 1 895 m  |
| Mont Chiroro (チロロ岳, Chiroro-dake)                                     | 1 880 m  |
| Mont Tokachiporoshiri (十勝幌尻岳, Tokachi-poroshiri-dake)                | 1 846 m  |
| Sommet non nommé 1839 (1839m峰, Ippasankyu-mētoru-hō)                     | 1 842 m  |
| Mont Nukabira (ヌカビラ岳, Nukabira-dake)                                 | 1 808 m  |
| Mont Namewakka (ナメワッカ岳, Namewakka-dake)                             | 1 799 m  |
| Mont Yaoromappu (ヤオロマップ岳, Yaoromappu-dake)                         | 1 794 m  |
| Mont Fushimi (伏美岳, Fushimi-dake)                                       | 1 792 m  |
| Mont Kamui (Niikappu-Kasai) (神威岳, Kamui-dake)                          | 1 756 m  |
| Mont Memuro (芽室岳, Memuro-dake)                                         | 1 754 m  |
| Mont Idonmappu (イドンナップ岳, Idonmappu-dake)                           | 1 752 m  |
| Mont Penkenūshi (ペンケヌーシ岳, Penkenūshi-dake)                         | 1 750 m  |
| Mont Pankenūshi (パンケヌーシ岳, Pankenūshi-dake)                         | 1 746 m  |
| Mont Rubeshibe (ルベシベ山, Rubeshibe-yama)                               | 1 740 m  |
| Mont Petegari (ペテガリ岳, Petegari-dake)                                 | 1 736 m  |
| Mont Oshiki (妙敷山, Oshiki-san)                                          | 1 731 m  |
| Mont Rubetsune (ルベツネ山, Rubetsune-san)                                | 1 727 m  |
| Mont Koikakushusatsunai (コイカクシュサツナイ岳, Koikakushusatsunai-dake) | 1 721 m  |
| Pirika Nupuri (ピリカヌプリ, Pirika-nupuri)                               | 1 631 m  |
| Mont Shikashinai (シカシナイ山, Shikashinai-yama)                         | 1 628 m  |
| Mont Shibichari (シビチャリ山, Shibichari-san)                            | 1 627 m  |
| Mont Soematsu (ソエマツ岳, Soematsu-dake)                                 | 1 625 m  |
| Mont Kamui (Urakawa-Hiroo) (神威岳, Kamui-dake)                           | 1 600 m  |
| Mont Piratokomi (ピラトコミ山, Piratokomi-san)                            | 1 588 m  |
| Mont Pekerebetsu (ペケレベ ツ岳, Pekerebetsu-dake)                        | 1 532 m  |
| Mont Nakano (中ノ岳, Nakano-dake)                                         | 1 519 m  |
| Mont Iwanai (岩内岳, Iwanai-dake)                                         | 1 498 m  |
| Mont Toyoni (Urakawa-Hiroo) (トヨニ岳, Toyoni-dake)                       | 1 493 m  |
| Mont Shunbetsu (春別岳, Shunbetsu-dake)                                   | 1 492 m  |
| Mont Tomuraushi (Hidaka) (トムラウシ山, Tomuraushi-san)                   | 1 477 m  |
| Mont Rakko (楽古岳, Rakko-dake)                                           | 1 472 m  |
| Mont Tokachi (Hidaka) (十勝岳, Tokachi-dake)                              | 1 457 m  |
| Mont Futamata (二股山, Futamata-yama)                                     | 1 438 m  |
| Mont Saru (沙流岳, Saru-dake)                                             | 1 422 m  |
| Mont Kyusan (久山岳, Kyusan-dake)                                         | 1 412 m  |
| Mont Ponyaoromappu (ポンヤオロマップ岳,, Ponyaoromappu-dake)              | 1 405 m  |
| Mont Omusha (双子山, Omusha-nupuri)                                       | 1 379 m  |
| Mont Nishikawa (西川岳, Nishikawa-dake)                                   | 1 362 m  |
| Mont Nozuka (野塚岳, Nozuka-dake)                                         | 1 353 m  |
| Mont Rutori (留取岳, Rutori-dake)                                         | 1 350 m  |
| Sommet Nakano (中ノ峰, Nakano-hō)                                         | 1 341 m  |
| Mont Kamitaki (上滝山, Kamitaki-yama)                                     | 1 331 m  |
| Mont Karifuri (狩振岳, Karifuri-dake)                                     | 1 323 m  |
| Mont Beppirigai (ベッピリガイ山, Beppirigai-san)                          | 1 308 m  |
| Mont Tomamu (トマム山, Tomamu-san)                                        | 1 239 m  |
| Mont Hiroo (広尾岳, Hiroo-dake)                                           | 1 231 m  |
| Mont Tsurugi (Hokkaidō) (剣山, Tsurugi-san)                               | 1 205 m  |
| Mont Kumami (熊見山, Kumami-yama)                                         | 1 175 m  |
| Mont Pirigai (ピリガイ山, Pirigai-yama)                                   | 1 167 m  |
| Mont Toyoni (Erimo) (豊似岳, Toyoni-dake)                                 | 1 105 m  |
| Mont Odasshu (オダッシュ山, Odasshu-yama)                                 | 1 098 m  |
| Mont Obihiro (帯広岳, Obihiro-dake)                                       | 1 089 m  |
| Mont Sahoro (佐幌岳, Sahoro-dake)                                         | 1 059 m  |
| Mont Pisenai (ピセナイ山, Pisenai-yama)                                   | 1 027 m  |
| Mont Uchiichi (ウチイチ山, Uchiichi-yama)                                 | 1 022 m  |
| Pinneshiri (ピンネシリ)                                                   | 958 m    |
| Mont Kannon (観音岳, Kannon-dake)                                         | 932 m    |
| Mont Okishimappu (オキシマップ山, Okishimappu-yama)                       | 895 m    |
| Mont Hakamagoshi (袴腰山, Hakamagoshi-yama)                               | 872 m    |
| Mont Apoi (アポイ岳, Apoi-dake)                                           | 811 m    |
| Mont Ruchishi (ルチシ山, Ruchishi-yama)                                   | 754 m    |
| Mont Yoko (横山, Yoko-yama)                                               | 725 m    |
| Mont Tengu (Samani) (天狗岳, Tengu-dake)                                  | 666 m    |
| Mont Daimaru (大丸山, Daimaru-yama)                                       | 271 m    |
| Mont Maru (Hiroo) (丸山, Maru-yama)                                       | 117 m    |

#### Liste de cols et tunnels
Les principaux cols et tunnels des monts Hidaka sont les suivants :
- Col de Hidaka
- Col de Karikachi
- Col de Nisshō et tunnel
- Col et tunnel de Nozuka

### Géologie
Les monts Hidaka se forment à la fin du Quaternaire dans la partie de l'arc externe de l'extrémité orientale de l'arc des Kouriles. Ils sont formés par le soulèvement résultant de la collision avec l'arc des Kouriles et l'arc Nord-Est du Japon (en). Ce soulèvement paraît terminé.
L'extrémité orientale de la chaîne est un complexe d'accrétion du Jurassique hautement P/T métamorphosé faisant partie de la ceinture Kamuikotan. Cela se caractérise par de la roche sédimentaire des périodes du Crétacé et du Jurassique-Crétacé inférieur. L'extrémité orientale de la chaîne est composée de roche métamorphique tertiaire faisant partie de la ceinture métamorphique Hidaka. Cela est caractérisé par des roches métamorphiques de basse et moyenne pression avec des roches sédimentaires du Crétacé-Miocène inférieur. De la roche plutonique s'immisce dans ces structures. Pour l'essentiel, les monts Hidaka sont composés de schiste, de migmatite, de gneiss et de granite.

### Flore et faune
Le mont Apoi est connu pour l'endémisme de ses plantes alpines telles que Callianthemum miyabeanum (ヒダカソウ, Hidaka-sō). Les monts Hidaka sont également l'un des derniers refuges de l'ours de Hokkaidō (Ursus arctos yesoensis) et du cerf de Hokkaidō (Cervus nippon yesoensis).
Les monts peuvent être répartis en quatre zones : la zone supérieure (1 400 à 1 600 m) est colonisée par les pins nains de Sibérie et autres plantes alpines. La zone comprise entre 1 200 et 1 300 m est occupée par Betula ermanii. La zone au-dessus de 500 m est occupée par Picea jezoensis et Abies sachalinensis avec des arbres feuillus. La zone la moins élevée, inférieure à 500 m, est occupée par des feuillus dont Quercus mongolica, Acer pictum subsp. mono et Cercidiphyllum japonicum.
Parmi la population aviaire figurent la gélinotte des bois, le pic noir, le pic épeiche, le pic à dos blanc, le roitelet huppé, le grimpereau des bois et le cassenoix moucheté. L'accenteur du Japon, le rossignol bleu, le Siberian blue robin, le rossignol akahigé, le rossignol à flancs roux, la grive de Sibérie, le pouillot de Temminck, le gobemouche narcisse, le gobemouche bleu, le gobemouche de Sibérie, le bruant gris et le bouvreuil pivoine comptent parmi les résidents estivaux des monts Hidaka. Le pouillot boréal et le merle obscur sont des espèces d'oiseaux remarquables qui transitent par les monts Hidaka.